# Руководства Електронског одсека Техничког и Електронског факултета у Нишу
Технички факултет у Нишу, Универзитета у Београду, основан је 1960. године и у свом саставу је имао четири одсека:
- Машински,
- Грађевински са саобраћано-конструктивним и хидротехнички-конструктивним смером,
- Архитектонско-конструктивни и
- Електронски.

Електронски одсек, Законом о оснивању Електронског факултета, 23.11. 1968. године прераста у Електронски факултет Универзитета у Нишу. Ова страница садржи списак са мандатним периодима свих руководстава Електронског одсека Техничког и Електронског факултета у периоду 1960 - 2018. године.

## Технички факултет 1960 - 1968.
Мандатни периоди декана, продекана и старешина наведени су у заградама и, како је уобичајено у образовним установама, дефинисани су школским годинама, а у малом броју случајева и тачним датумима.

### Декани
- Ванр. проф. Драган Мацура (1960/61 — 1962/63)
- Ванр. проф. Станислав Јефтимијадес (1963/64 — 1964/65)
- Ванр. проф. Душан Бабић (1965/66 — 1966/67)
- Ванр. проф. Сава Аћимовић (1967/68)

### Продекани
- Предавач Павле Дражић (1960/61 — 1962/63)
- Предавач Лазар Игњатовић (1963/64 — 1964/65)
- Доцент Александар Воргучић, Настава (1965/66)
- Предавач Радомир Михајловић, Финансије (1965/66 — 1966/67)
- Предавач Драгутин Бего, Настава (1967/68)
- Предавач Александар Стефановић, Финансије (1966/67 — 1967/68)

### Старешине Електронског одсека
- Проф. др Душан Митровић (1960/61 — 1962/63)
- Доцент-предавач Александар Воргучић (1963/64 — 1964/65)
- Доцент др Живадин Пантић (1965/66 — 1966/67)
- Доцент Илија Хаџи-Нешић (1967/68)

## Електронски факултет 1968 - 2018.

### Декани
- Ред. проф. др Тихомир Алексић (23.11.1968 — 1972/73)
- Ред. проф. Сава Аћимовић (1973/74 — 1974/75)
- Ред. проф. др Радосав Ђорђевић (1975/76 — 1978/79)
- Ванр. проф. др Радосав Радовић (1979/80 — 1980/81)
- Ванр. проф. др Бранимир Ђорђевић (1981/82 — 1984/85)
- Ванр. проф. др Драгиша Крстић (1985/86 — 1988/89)
- Ред. проф. др Нинослав Стојадиновић (1989/90 — 1993/94)
- Ред. проф. др Братислав Миловановић (1994/95 — 24.6.1998)
- Ред. проф. др Миодраг Арсић (3.7.1998 — 9.10.2000)
- Ред. проф. др Живко Тошић (17.10.2000 — 2001/02)
- Ред. проф. др Градимир Миловановић (2002/03 — 2003/04)
- Ред. проф. др Драган Антић (2004/05 — 2011/12)
- Ред. проф. др Драган Јанковић (Од 2012/13)

### Продекани
- Ванр, проф. др Слободан Лазовић, Финансије (23.11.1968 — 1971/72)
- Ванр. проф. др Александар Маринчић, Настава (1971/72 — 1972/73)
- Ванр. проф. др Радосав Ж. Ђорђевић, Финансије (1972/73 — 1974/75)
- Ванр. проф. др Добрило Тошић, Настава (1973/74 — 1974/75)
- Ванр. проф. др Живко Тошић, Настава (1975/76 — 1976/77)
- Доцент др Божидар Ђурић, Настава (1977/78 — 1978/79)
- Доцент др Радосав Радовић, Финансије (1977/78 — 1978/79)
- Доцент др Ванчо Литовски, Настава (1979/80)
- Доцент др Драгиша Крстић, Настава (1980/81 — 1982/83)
- Ванр. проф. др Љубомир Станковић, Финансије (1979/80 — 1982/83)
- Доцент др Драгутин Митић, Настава (1983/84 — 1986/87)
- Доцент др Снежана Николић, Наука (1983/84 — 1984/85)
- Доцент др Видојко Раденковић, Финансије (1983/84 — 1986/87)
- Ванр. проф. др Нинослав Стојадиновић, Наука(1986/87), Финансије(1987/88 — 1988/89)
- Ванр. проф. др Љиљана Живковић, Настава (1987/88 — 1990/91)
- Ванр. проф. др Братислав Миловановић, Наука (1987/88 — 1990/91)
- Ванр. проф. др Миодраг Арсић, Финансије (1989/90 — 1993/94)
- Ред. проф. др Миодраг Гмитровић, Настава (1991/92 — 1995/96, 3.7.1998 — 9.10.2000)
- Ред. проф. др Видосав Стојановић, Наука (1991/92 — 1993/94)
- Ред. проф. др Стојан Ристић, Наука (1994/95 — 1997/98)
- Ванр. проф. др Милан Ковачевић, Финансије (1994/95 — 1997/98)
- Ванр. проф. др Предраг Петковић, Настава (1996/97 — 24.6.1998)
- Ред. проф. др Зоран Николић, Наука (3.7.1998 — 9.10.2000)
- Ванр. проф. др Милун Јевтић, Финансије (3.7.1998 — 9.10.2000)
- Ванр. проф. др Драган Антић, Настава(17.10.2000 — 2000/02), Финансије (2002/03 — 2003/04)
- Ред. проф. др Миле Стојчев, Наука (17.10.2000 — 2001/02)
- Доцент др Драган Пантић, Финансије (17.10.2000 — 2001/02)
- Ванр. проф. др Драган Драча, Настава (2002/03 — 2003/04)
- Ред. проф. др Милан Радмановић, Наука (2002/03 — 2003/04)
- Ред. проф. др Драган Тасић, Настава(2004/05 — 2011/12), Финансије (2012/13 — 2014/15)
- Ред. проф. др Зоран Перић, Наука(2004/05 — 20011/12), Настава (2012/13 — 20014/15)
- Ванр. проф. др Драган Јанковић, Финансије (2004/05 — 2011/12)
- Ред. проф. др Драган Денић, Наука (2012/13 — 2014/15)
- Доцент др Бобан Веселић, Настава (Од 2015/16)
- Ред. проф. др Небојша Дончов, Наука (Од 2015/16)
- Ванр. проф. др Драган Манчић, Финансије (Од 2015/16)

## Руководиоци по Катедрама

#### Аутоматика
- Ред. проф. др Драган Антић, Продекан за финансије, (17.10.2000 — 2003/04), Декан, (2004/05 — 2011/12)
- Доцент др Бобан Веселић, Продекан за наставу, (Од 2015/16)

#### Електроника
- Доцент др Слободан Лазовић, Продекан за финансије, (23.11.1968 — 1971/02)
- Доцент др Божидар Ђурић, Продекан за наставу, (1977/78 — 1978/79)
- Доцент др Ванчо Литовски, Продекан за наставу, (1979/80)
- Ванр. проф. др Драгиша Крстић, Продекан за наставу, (1980/81 — 1982/83), Декан (1985/86 — 1988/89)
- Ванр. проф. др Бранимир Ђрђевић, Декан (1981/82 — 1984/85)
- Ред. проф. др Видосав Стојановић, Продекан за науку, (1991/92 — 1993/94)
- Ванр. проф. др Предраг Петковић, Продекан за наставу, (1996/97 — 24.6.1998)
- Ванр. проф. др Милун Јевтић, Продекан за финансије, (3.7.1998 — 9.10.2000)
- Ред. проф. др Миле Стојчев, Продекан за науку, (17.10.2000 — 2001/02)
- Ред. проф. др Милан Радмановић, Продекан за науку, (2002/03 — 2003/04)
- Ванр. проф. др Драган Манчић, Продекан за финансије, (Од 2015/16)

#### Енергетика
- Ред. проф. др Драган Тасић, Продекан за наставу, (2004/05 — 2011/12), Продекан за финансије,(2012/13 — 2014/15)

#### Математика
- Ред. проф. др Радосав Ж. Ђорђевић, Продекан за финансије, (1972/73 — 1974/75), Декан, (1975/76 — 1978/79)
- Ванр. проф. др Добрило Тошић, Продекан за наставу, (1973/74 — 1974/75)
- Ванр. проф. др Љубомир Станковић, Продекан за финансије, (1979/80 — 1982/83)
- Ванр. проф. др Милан Ковачевић, Продекан за финансије, (1994/95 — 24.6.1998)
- Ред. проф. др Градимир Миловановић, Декан, (2002/03 — 2003/04)

#### Мерења
- Ванр. проф. др Радосав Радовић, Продекан за финансије, (1977/78 — 1978/79), Декан, (1979/80 — 1980/81)
- Доцент др Видојко Раденковић, Продекан за финансије, (1983/84 — 1986/87)
- Ред. проф. др Миодраг Арсић, Продекан за финансије, (1989/90 — 1993/94), Декан, (3.7.1998 — 9.10.2000)
- Ред. проф. др Драган Денић, Продекан за науку, (2012/13 — 2014/15)

#### Микроелектроника
- Ред. проф. Сава Аћимовић, Декан, (1973/74 — 1974/75)
- Ванр. проф. др Љиљана Живковић, Продекан за маставу, (1987/88 — 1990/91)
- Ред. проф. др Нинослав Стојадиновић, Продекан за финансије, (1986/87 — 1988/89), Декан, (1989/90 — 1993/94)
- Ред. проф. др Стојан Ристић, Продекан за науку, (1994/95 — 24.6.1998)
- Ред. проф. др Зоран Николић, Продекан за науку, (3.7.1998 — 9.10.2000)
- Доцент др Драган Пантић, Продекан за финансије, (17.10.2000 — 2001/02)

#### Рачунарство
- Ред. проф. др Тихомир Алексић, Декан, (23.11.1968 — 1972/73)
- Ред. проф. др Живко Тошић, Продекан за наставу, (1975/76 — 1976/77), Декан, (17.10.2000 — 2001/02)
- Доцент др Снежана Николић, Продекан за науку, (1983/84 — 1984/85)
- Ред. проф. др Драган Јанковић, Продекан за финансије, (2004/05 — 2011/12), Декан, (Од 2012/13)

#### Телекомуникације
- Ванр. проф. др Александар Маринчић, Продекан за наставу, (1971/72 — 1972/73)
- Ред. проф. др Братислав Миловановић, Продекан за науку, (1987/88 — 90/91), Декан, (1994/95 — 24.6.1998)
- Ред. проф. др Миодраг Гмитровић, Продекан за наставу, (1991/92 — 1995/96, 3.7.1998 — 9.10.2000)
- Ред. проф. др Драган Драча, Продекан за наставу, (2002/03 — 2003/04)
- Ред. проф. др Зоран Перић, Продекан за науку, (2004/05 — 2011/12), Продекан за наставу, (2012/13 — 2014/15)
- Ред. проф. др Небјша Дончов, Продекан за науку, ( Од 2015/06 )

#### Теоријска електротехника
- Доцент др Драгутин Митић, Продекан за наставу, (1983/84 — 1986/87)

## Наставници по Катедрама
Списак наставника од оснивања Катедри до 2014. године.

#### Теоријска електротехника
Напустили Катедру
- Ред. проф. др Драгутин Величковић, Шеф Катедре, (1985 — 2004), Запослен, (1969 — 1977. и 1981 — 2004)
- Ванр. проф. др Братислав Миловановић, Шеф Катедре, (1981 — 1984), Запослен, (1972 — 1989), Катедра за телекомуникације
- Ванр. проф. др Миодраг Гмитровић, Запослен, (1973 — 1989), Катедра за телекомуникације
- Ванр. проф. др Предраг Ранчић, Запослен, (1974 — 1989), Катедра за енергетику
- Доцент др Зорица Пантић, Запослена, (1976 — 1987), САД
- Асистент др Весна Јавор, Запослена, (1985 — 2013), Катедра за енергетику
- Асистент мр Мирјана Петровиђ, Запослена, (1974 — 1989), Катедра за енергетику
- Асистент мр Вера Марковић, Запослена, (1980 — 1989), Катедра за телекомуникације
- Асистент мр Жаклина Манчић, Запослена, (1989 — 2000), Рачунски центар
- Асис. припр. мр Бојана Петковић, Запослена, (2002 — 2010), Немачка
- Асис. припр. Владимир Станковић, Запослен, (1987 — 1989), Катедра за телекомуникације

Актуелни
- Ред. проф. др Алексић Славољуб, Шеф Катедре, (2005 — 2013), Запослен 1976.
- Ред. проф. др Злата Цветковић, Запослена 1990.
- Доцент др Небојша Раичевић, Запослен 1989.
- Доцент др Ненад Цветковић, Запослен 1998.
- Асистент др Милица Ранчић, Запослена 2004.
- Асистент др Бојана Николић, Запослена 2008.
- Асистент мр Саша Илић, Запослен 1998.
- Асистент мр Мирјана Перић, Запослена 2001.
- Асистент мр Драгана Живаљевић, Запослена 2002.
- Асистент мр Ана Вучковић, Запослена 2004.

Пензионери
- Ред. проф. др Александар Воргучић, Запослен, (1960 — 1995)
- Ред. проф. др Радмила Петковић, Запослена, (1969 — 2001)
- Ред. проф. др Драгутин Митић, Запослен, (1972 — 2012)

#### Телекомуникације
Напустили Катедру
- Ванр. проф. др Александар Маринчић, Шеф Катедре, (1971 — 1974), Запослен, (1971 — 1974), Београд
- Ванр. проф. др др. Раде Петровић, Шеф Катедре, (1987 — 1990), Запослен, (1977 — 1990), САД
- Доцент др Чедомир Живаљевић, Запослен, (1972 — 1985)
- Доцент др Бане Васић, Запослен, (1989 — 1996), САД
- Доцент др др Владимир Станковић, Запослен, (1989 — 2003)
- Доцент др Слађана Ивковић, Запослена, (1989 — 2001), Швајцарска
- Асистент др др Наташа Вучковић, Запослена, (1992 — 2002), Енглеска
- Асистент др др Иван Ђорђевић, Запослен, (1994 — 1999), САД
- Асистент мр Ана Вуковић, Запослена, (1992 — 1998), Енглеска
- Асистент мр Златољуб Милосаљевић, Запослен, (1993 — 2000), Финска
- Асистент мр Драгољуб Покрајац, Запослен, (1995 — 1999), САД
- Асис. припр. мр мр Милан Милошевић, Запослен, (2001 — 2004), Београд
- Асис. припр. Дејан Филиповић, Запослен, (1996 — 2000), САД
- Асис. припр. Олгиа Миленковић, Запослен, (1997 — 2000), САД

Актуелни
- Ред. проф. др Драган Драча, Запослен 1977.
- Ред. проф. др Зоран Перић, Запослен 1981.
- Ред. проф. др Зорица Николић, Шеф Катедре, (Од 2013), Запослена 1981.
- Ред. проф. др Братислав Миловановић, Шеф Катедре, (1994 — 2000 и 2004 — 2006), Запослен 1989.
- Ред. проф. др Вера Марковић, Запослена 1989.
- Ред. проф. др Данијела Милојевић, Запослена 1995.
- Ред. проф. др Оливера Пронић-Ранчић, Запослена 1995.
- Ред. проф. др Небојша Дончов, Запослен 1998.
- Ванр. проф. др др Наташа Малеш-Илић, Запослена 1993.
- Ванр. проф. др Дејан Ћирић, Запослен 1998.
- Ванр. проф. др др Горан Ђорђевић, Запослен 2000.
- Ванр. проф. др Дејан Милић, Запослен 2001.
- Доцент др Александра Јовановић, Запослена 1998.
- Доцент др Златица Маринковић, Запослена 2002.
- Доцент др Ненад Милошевић, Запослен 2001.
- Асистент др Драгана Крстић, Запослена 1990.
- Асистент др др Зоран Станковић, Запослен 1994.
- Асистент др Биљана Стошић, Запослена 2001.
- Асистент др Александра Цветковић, Запослена 2003.
- Асистент др Југослав Јоковић, Запослен 2003.
- Асистент др др Јелена Николић, Запослена 2008.
- Асистент мр Предраг Еферица, Запослен 1989.
- Асистент мр Александар Атанасковић, Запослен 2002.
- Асистент мр Александара Панајотовић, Запослена 2003.
- Асистент мр Марија Милијић, Запослена 2008.
- Асистент мр Тијана Димитријевић, Запослена 2008.

Пензионери
- Ред. проф. др Илија Хаџи-Нешић, Шеф Катедре, (1975 — 1987), Запослен, (1975 — 1987)
- Ред. проф. др Мирослава Милошевић, Запослена, (1969 — 2009)
- Ред. проф. др Миодраг Гмитровић, Запослен, (1989 — 2009)
- Ред. проф. др Михајло Стефановић, Шеф Катедре, (2001 — 2003 и 2007 — 2013), Запослен, (1967 — 2013)

Микроелектроника
Пре тога су биле две катедре: Катедра за електронске саставне делове и Катедра за технологију и материјале.
Актуелни
Раније били 
- проф. др Ђорђе Бошан (физичар), Запослен 1960. отишао у пензију 1993.године.

Математика
- Редов. проф. др. Миодраг Петковић

Списак актуелних наставника и пенизионера после 2014. године видети на званичном веб-сајту Електронског факултета у Нишу.

## Галерија
На сликама су наставници који су имали стални радни однос или који су тренутно запослени и пензионери у периоду 1960 - 2014.
- Проф. др. Ђорђе Бошан
- Проф. др. Александар Маринчић
- Проф.др. Зорица Пантић
- Проф. др.Тихомир Алексић
- Проф.др. Миодраг Петковић
- Професор др. Градимир Миловановић